# Histanocerus olexai
Histanocerus olexai es una especie de coleóptero de la familia Pterogeniidae.

## Distribución geográfica
Habita en Vietnam.